# Gran Premi de Mònaco del 1977
Resultats del Gran Premi de Mònaco de Fórmula 1 de la temporada 1977, disputat al circuit urbà de Montecarlo el 22 de maig del 1977.

## Resultats de la cursa
| Pos | No | Pilot              | Equip                | Voltes | Temps/ Retir.            | Pos. de sort. | Punts |
| --- | -- | ------------------ | -------------------- | ------ | ------------------------ | ------------- | ----- |
| 1   | 20 | Jody Scheckter     | Wolf - Ford          | 76     | 1h 57' 52. 77            | 2             | 9     |
| 2   | 11 | Niki Lauda         | Ferrari              | 76     | + 0.09 s                 | 6             | 6     |
| 3   | 12 | Carlos Reutemann   | Ferrari              | 76     | + 32.8 s                 | 3             | 4     |
| 4   | 2  | Jochen Mass        | McLaren - Ford       | 76     | + 34.6 s                 | 9             | 3     |
| 5   | 5  | Mario Andretti     | Lotus - Ford         | 76     | + 35.55 s                | 10            | 2     |
| 6   | 17 | Alan Jones         | Shadow - Ford        | 76     | + 36.61 s                | 11            | 1     |
| 7   | 26 | Jacques Laffite    | Ligier - Matra       | 76     | + 1' 04.44 min.          | 16            |       |
| 8   | 19 | Vittorio Brambilla | Surtees - Ford       | 76     | + 1' 08.64 min.          | 14            |       |
| 9   | 16 | Riccardo Patrese   | Shadow - Ford        | 75     | + 1 Volta                | 15            |       |
| 10  | 22 | Jacky Ickx         | Ensign - Ford        | 75     | + 1 Volta                | 17            |       |
| 11  | 34 | Jean-Pierre Jarier | Penske - Ford        | 74     | + 2 Voltes               | 12            |       |
| 12  | 24 | Rupert Keegan      | Hesketh - Ford       | 73     | + 3 Voltes               | 20            |       |
| Ret | 6  | Gunnar Nilsson     | Lotus - Ford         | 51     | Caixa canvi              | 13            |       |
| Ret | 7  | John Watson        | Brabham - Alfa Romeo | 48     | Caixa canvi              | 1             |       |
| Ret | 4  | Patrick Depailler  | Tyrrell - Ford       | 46     | Caixa canvi              | 8             |       |
| Ret | 18 | Hans Binder        | Surtees - Ford       | 41     | Prob. amb el combustible | 19            |       |
| Ret | 28 | Emerson Fittipaldi | Fittipaldi - Ford    | 37     | Motor                    | 18            |       |
| Ret | 1  | James Hunt         | McLaren - Ford       | 25     | Motor                    | 7             |       |
| Ret | 8  | Hans Joachim Stuck | Brabham - Alfa Romeo | 19     | Part elèctrica           | 5             |       |
| Ret | 3  | Ronnie Peterson    | Tyrrell - Ford       | 10     | Frens                    | 4             |       |
| NVQ | 37 | Arturo Merzario    | March - Ford         |        |                          |               |       |
| NVQ | 33 | Boy Hayje          | March - Ford         |        |                          |               |       |
| NVQ | 25 | Harald Ertl        | Hesketh - Ford       |        |                          |               |       |
| NVQ | 22 | Clay Regazzoni     | Ensign - Ford        |        |                          |               |       |
| NVQ | 9  | Alex Ribeiro       | March - Ford         |        |                          |               |       |
| NVQ | 10 | Ian Scheckter      | March - Ford         |        |                          |               |       |

## Altres
- Pole: John Watson 1' 29. 860
- Volta ràpida: Jody Scheckter 1' 31. 070 (a la volta 35)